# كونراد هيسه
كونراد هيسه (بالألمانية: Konrad Hesse)‏ هو قاضي ألماني، ولد في 29 يناير 1919 في كونيغسبرغ في الإمبراطورية الروسية، وتوفي في 15 مارس 2005 في Merzhausen ‏ في ألمانيا.

## وصلات خارجية
- كونراد هيس على موقع مونزينجر (الألمانية)